# Tredje helikopterskvadronen
Tredje helikopterskvadron (3. hkpskv) är ett helikopterdetachement inom svenska flygvapnet som verkat i olika former sedan 2005. Förbandsledningen är förlagd till Kallinge flygplats i Ronneby garnison.

## Historik
Innan Helikopterflottiljens bildande bestod helikopterverksamhet vid F 17 av 13. helikopterdivisionen (Marinflyget) samt Flygvapnets 173. helikopterdivisionen, FRÄD, vid flygflottiljen. När Helikopterflottiljen upprättades 1998 kom helikopterverksamhet vid F 17 (i stort) att underställas Göta helikopterbataljon (Säve). Sedan följde en rad omorganisationer för helikopterverksamheten vid Blekinge flygflottilj (F 17); 2000 underställdes de 2. helikopterbataljon (Haninge garnison), för att 2005 bli en självständig verksamhetsort genom upprättandet av 3. helikopterskvadron.
Då 5. helikopterskvadronen (före detta 3. helikopterbataljon) avvecklas 2009 överförs helikopterverksamheten vid F 7 i Såtenäs till Tredje helikopterskvadronen. Helikopterverksamheten vid F 7 i Såtenäs går tillbaka till tiden innan Helikopterflottiljen i och med att Flygvapnets FRÄD-grupp vid flygflottiljen har verkat där.

## Verksamhet
Tredje helikopterskvadronen är en av tre helikopterskvadroner ingående i Helikopterflottiljen och är med huvuddelen (inklusive skvadronsledning) samlokaliserad med Blekinge flygflottilj (F 17), men med en mindre enhet vid Skaraborgs flygflottilj (F 7). Skvadronen närhet till Flottans huvudbas i Karlskrona gör att förbandet ansvarar för Helikopterflottiljens sjöoperativ inriktning och var utrustad med Hkp 10 samt är utrustad med Hkp 15B (sjöoperativ inriktning).

## Flygsystem vid förbandet
- Helikopter 14 (Hkp 14), medeltung transporthelikopter
- Helikopter 15 (Hkp 15B), lätt transporthelikopter [a]

## Förbandschefer
- 2005–2012: Överstelöjtnant Magnus Fransson
- 2012–2015: Kommendörkapten Per Skantz
- 2015–2020: Kommendörkapten Erik Öhrn
- 2020–20XX: Kommendörkapten Niklas Wiklund

## Namn, beteckning och förläggningsort
| Tredje helikopterskvadronen | 2005-01-01 | – |  |

| 3. hkpskv | 2005-01-01 | – |  |

| Kallinge flygplats | 2005-01-01 | – |  |